# Tag (film 2015)
Tag, znany w Japonii jako Real Onigokko (jap. リアル鬼ごっこ) – japoński film akcji zrealizowany przez japońskiego reżysera Sion Sono, mający premierę w 2015 roku, inspirowany powieścią Riaru Onigokko autorstwa Yusuke Yamady.

## Obsada
- Reina Triendl – Mitsuko
- Mariko Shinoda – Keiko
- Erina Mano – Izumi
- Yuki Sakurai – Aki
- Maryjun Takahashi – Jun
- Sayaka Isoyama – Mutsuko

## Odbiór
W serwisie Rotten Tomatoes 92% z 12 recenzji jest pozytywne.